# Idéal fractionnaire

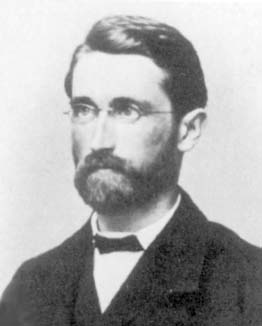
Richard Dedekind donne en 1876 la définition d'idéal fractionnaire.

En mathématiques, et plus précisément en théorie des anneaux, un idéal fractionnaire est une généralisation de la définition d'un idéal. Ce concept doit son origine à la théorie algébrique des nombres. Pour résoudre certaines équations diophantiennes, cette théorie utilise des anneaux d'entiers généralisant celui des entiers relatifs. Ces anneaux (unitaires) ne disposent en général pas d'équivalent du théorème fondamental de l'arithmétique et il n'est pas possible de factoriser un entier en un unique produit de facteurs premiers au groupe des éléments inversibles près. Les idéaux fournissent un équivalent de ce théorème, permettant de résoudre certaines équations diophantiennes ou d'établir des lois de réciprocités équivalentes à la loi de réciprocité quadratique établie par Gauss.
Les idéaux disposent d'une multiplication, cette opération est associative et il existe un élément neutre constitué de l'anneau tout entier. En revanche, le manque d'inverse empêche de munir l'ensemble des idéaux d'une structure de groupe. Dans le cas des anneaux d'entiers, la structure possède toutes les bonnes propriétés pour offrir un contournement. Cette configuration est axiomatisée dans la définition d'un anneau de Dedekind. Dans un premier temps l'anneau est plongé dans son anneau total de fractions, puis la notion d'idéal est généralisée.
Cette notion est aussi utilisée en géométrie algébrique.

## Histoire

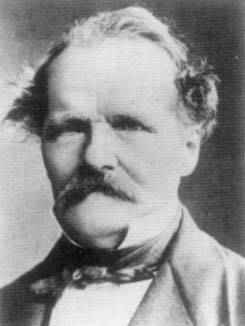
Ernst Kummer met en évidence le concept de nombre idéal à l'origine des notions d'idéaux et d'idéaux fractionnaires de Richard Dedekind.

Une tentative de Leonhard Euler pour résoudre le dernier théorème de Fermat si n est égal à 3 l'amène à considérer les nombres de la forme a + bi√3, où a et b sont des entiers et i l'unité imaginaire. Sa preuve est fausse : un tel anneau n'est pas factoriel, c'est-à-dire qu'il n'existe pas une unique manière de factoriser un nombre à l'aide de facteurs premiers. Par exemple, 4 est à la fois le carré de l'entier 2 et le produit (1 + i√3)(1 – i√3). Si la mise en œuvre est un peu maladroite, l'idée s'avère bonne. Gauss le montre en étudiant l'anneau des nombres de la forme a + ib, où a et b sont des entiers. Il est euclidien et dispose d'une bonne factorisation. Gotthold Eisenstein découvre le « bon » anneau pour rendre rigoureuse la démonstration d'Euler. Composé des nombres de la forme a + jb, où j désigne une racine cubique de l'unité, il s'avère aussi être euclidien.
Dans le cas général, il est vain d'espérer trouver une structure euclidienne pour les anneaux d'entiers. Ernst Kummer en comprend la raison profonde, qu'il qualifie de deuxième obstruction. Les équivalents des nombres entiers, sur les anneaux d'entiers algébriques ne sont pas assez « nombreux ». Il ajoute en conséquence ce qu'il appelle des nombres idéaux. Cette découverte lui permet de démontrer le grand théorème de Fermat pour toutes les valeurs de n inférieures à 100 à l'exception de 37, 59 et 67.
Kummer analyse les entiers algébriques du corps Q[ζn], où ζn désigne une racine primitive de l'unité, structure maintenant appelée extension cyclotomique. Richard Dedekind et Leopold Kronecker cherchent à généraliser la théorie à toute extension finie des nombres rationnels. Leurs approches sont opposées : Kronecker s'inscrit dans la tradition calculatoire, instaurée par Gauss et suivie par Kummer, tandis que Dedekind cherche une théorie fondée sur les caractéristiques structurelles des anneaux d'entiers, quitte à ne pas disposer d'algorithme effectif. Cette philosophie l'amène à réécrire quatre fois son traité de la théorie des nombres. La version de 1876 contient la définition moderne d'idéal et d'idéal fractionnaire. Son approche abstraite le pousse à étudier la structure algébrique des idéaux, et particulièrement leur multiplication. L'adjonction des idéaux fractionnaires assure l'existence d'un inverse. La dernière version de son traité, datée de 1894, montre en toute généralité et sous sa forme moderne l'unicité de la décomposition remplaçant le théorème fondamental de l'arithmétique.

## Définitions
Dans tout cet article, A désigne un anneau commutatif (unitaire) et K son anneau total des fractions : si A est intègre (ce qui sera le cas la plupart du temps), K est donc le corps des fractions de A, et dans le cas général, K est l'anneau localisé S−1A de A par rapport au sous-ensemble S des éléments réguliers (c.-à-d. non diviseurs de zéro).
- Un sous-A-module M de K est dit inversible[7] s'il existe un sous-A-module N de K tel que M.N = A, où M.N désigne le sous-module produit engendré par les produits d'éléments de M et de N.
- Un idéal fractionnaire de A est une partie de K de la forme d−1J où d est un élément régulier de A et J un idéal de A[8]. Autrement dit, c'est un sous-A-module M de K tel qu'il existe un élément régulier d de A pour lequel d.M est inclus dans A[9].Attention à cette appellation trompeuse : un idéal fractionnaire de A n'est pas toujours un idéal de A. En fait les idéaux de A sont exactement, parmi ses idéaux fractionnaires, ceux qui sont inclus dans A.
- Un idéal fractionnaire F est dit principal s'il est engendré (comme A-module) par un élément, autrement dit s'il est de la forme F = d−1J où J est un idéal principal de A.
- Pour tous sous-A-modules F et G de K, on note (G : F) le sous-module « transporteur de F dans G »[10] constitué des éléments k de K tels que kF soit inclus dans G, et l'on note F−1 le sous-module (A : F).

On remarque aussitôt que :
- tout sous-A-module de K inversible est de type fini[11] ;
- tout sous-A-module de K de type fini est un idéal fractionnaire[9] ;
- pour tous idéaux fractionnaires F non nul et G, (G : F) est un idéal fractionnaire[9] ;
- si un idéal fractionnaire F est inversible alors F−1 est l'unique idéal fractionnaire H tel que H.F = A[12]. Par conséquent :
  - F est inversible si et seulement si le produit F−1.F est égal à A tout entier,
  - si F est inversible alors pour tout sous-A-module G de K, (G : F) = G.F−1[12] ;
- l'ensemble des idéaux fractionnaires inversibles forme un groupe abélien (pour le produit défini plus haut), dont le neutre est l'anneau A lui-même.

## Caractérisations des anneaux de Dedekind
La définition d'un anneau de Dedekind adoptée par de nombreux auteurs, et reprise dans l'article Anneau de Dedekind est : anneau (commutatif unitaire) intègre, noethérien, intégralement clos, et dont tout idéal premier non nul est maximal. Nous la reprenons ici, mais nous verrons qu'elle équivaut à celle due à Dedekind (anneau dont tout idéal non nul est inversible), plus adaptée à l'objectif d'un analogue, en termes d'idéaux, du théorème fondamental de l'arithmétique.
Théorème — Les propriétés suivantes sont équivalentes :
1. A est un anneau de Dedekind,
2. tout idéal premier non nul de A est inversible,
3. tout idéal non nul de A est inversible,
4. A est intègre et tout idéal non nul de A est produit d'idéaux maximaux,
5. A est intègre et tout idéal de A est produit d'idéaux premiers.

De plus, si A est un anneau de Dedekind, la décomposition de tout idéal non nul en produit d'idéaux premiers est unique (à l'ordre près des facteurs).
Il en résulte immédiatement que si A est un anneau de Dedekind alors :
- le groupe des idéaux fractionnaires inversibles est le plus gros qu'on puisse espérer : il est constitué de l'ensemble Fr (A) de tous les idéaux fractionnaires non nuls (car un tel idéal est de la forme d−1J = J.(dA)−1 avec J idéal de A non nul de A donc inversible) ;
- le groupe Fr (A) est le groupe abélien libre sur l'ensemble P(A) des idéaux premiers non nuls de A, c'est-à-dire que tout idéal fractionnaire se décompose de manière unique en un produit fini de puissances positives ou négatives d'idéaux premiers (l'existence d'une telle décomposition pour les idéaux fractionnaires se déduit de celle pour les idéaux, et de l'écriture ci-dessus d'un idéal fractionnaire ; l'unicité également, en se ramenant, par produit, à des puissances positives) ;
- un idéal fractionnaire est un idéal de A si et seulement si toutes les puissances, dans sa décomposition en produit d'idéaux premiers, sont positives (« si » est immédiat, « seulement si » se déduit de la fin du théorème).

## Valuation
On suppose ici que A est un anneau vérifiant la propriété 2 du théorème précédent, et toutes ses conséquences (propriétés 3 à 5, intégrité, noethérianité, unicité de la décomposition en premiers). On va expliciter les valuations sur A qui permettent de compléter la preuve de 2 ⇒ 1 dans ce théorème. Dans un premier temps, on se fixe idéal premier non nul P :
L'unicité de la décomposition en facteurs premiers des idéaux fractionnaires permet, comme pour les entiers naturels ou les rationnels, de définir une valuation sur le groupe multiplicatif Fr(A) :
- L'application vP qui à un idéal fractionnaire F non nul associe l'exposant de P dans sa décomposition en idéaux premiers, et qui associe à l'idéal nul la valeur infinie, est appelée valuation sur Fr(A) en P.

Des résultats du paragraphe précédent on déduit immédiatement que pour tous {\displaystyle F,G\in Fr(A)} :
- {\displaystyle v_{P}(F\cdot G)=v_{P}(F)+v_{P}(G)}
- {\displaystyle v_{P}(F+G)=\min {\big (}v_{P}(F),v_{P}(G){\big )}}
- {\displaystyle v_{P}(F\cap G)=\max {\big (}v_{P}(F),v_{P}(G){\big )}}

Ceci permet de définir une valuation sur K en restreignant vP aux idéaux fractionnaires principaux non nuls :
- l'application qui à un élément k du corps des fractions K de A associe vP(kA) est appelée valuation sur K en P. Cette application est encore notée vP.

Sur K, la famille de valuations (vP), quand P parcourt maintenant l'ensemble P(A) des idéaux premiers non nuls, vérifie en outre :
- Pour tout élément non nul x de A, vP(x) n'est strictement positif que pour un ensemble fini d'idéaux {\displaystyle P\in P(A)} (et est nul pour les autres).

Autrement dit, x n'appartient qu'à un nombre fini d'idéaux premiers.
- « Théorème d'approximation »[15] : Soient {\displaystyle P_{1},\ldots ,P_{q}\in P(A)} distincts, {\displaystyle n_{1},\ldots ,n_{q}\in \mathbb {N} } et {\displaystyle k_{1},\ldots ,k_{q}\in K}. Il existe alors {\displaystyle k\in K} tel que

## Groupe des classes d'idéaux
Les idéaux fractionnaires principaux non nuls forment un sous-groupe du groupe des idéaux fractionnaires non nuls. Le groupe quotient est appelé groupe des classes. Si A est l'anneau des entiers algébriques d'un corps de nombres alors son groupe des classes est d'ordre fini. Ce résultat est une des clés permettant de résoudre des équations diophantiennes et particulièrement celle liée au dernier théorème de Fermat.
Toutes ces propriétés sont étudiées aussi, dans le cadre plus simple des entiers quadratiques, dans l'article Idéal de l'anneau des entiers d'un corps quadratique.

## Idéaux divisoriels
Soit F un idéal fractionnaire non nul de A.
Notons Fv l'intersection de tous les idéaux fractionnaires principaux qui contiennent F.
C'est un idéal fractionnaire non nul, et même : Fv = (F−1)−1.
On dit que F est divisoriel si Fv = F, ou encore si F est l'intersection d'une famille non vide d'idéaux fractionnaires principaux.
Fv est le plus petit idéal divisoriel contenant F.
Si G est divisoriel alors (G : F) est divisoriel.

### Ouvrages

#### Historique
(en) H. M. Edwards, Divisor Theory, Modern Birkhäuser Classics, Boston, 1990  (ISBN 978-0-81763448-3)

#### Mathématiques
- (en) G. H. Hardy et E. M. Wright, An Introduction to the Theory of Numbers (1re éd. 1938) [détail des éditions]
- Pierre Samuel, Théorie algébrique des nombres [détail de l’édition]
- Jean-Pierre Serre, Cours d'arithmétique, 1970 [détail des éditions]